# Sebastian Machowski
Sebastian Alexander Machowski (Berlin, 18. siječnja 1972.) je bivši njemački košarkaš i državni reprezentativac. Danas je košarkaški trener. Igrao je na mjestu krilo. Visine je 200 cm. Igrao je na mjestu krila. Visine je 200 cm. Igrao je u Euroligi sezone 1998./99. za španjolski Tau Ceramica iz Gasteiza. 